# Ten Gentlemen from West Point
Ten Gentlemen from West Point (Brasil: Dez Cavalheiros de West Point) é um filme norte-americano de 1942, do gênero aventura, dirigido por Henry Hathaway e estrelado por George Montgomery e Maureen O'Hara.
O filme se compõe de alguns poucos fatos históricos, rodeados por muita ficção, que narram como a Academia Militar de West Point foi fundada.

## Sinopse
No início do século XIX, o Congresso dos EUA separa o dinheiro necessário para construir a Academia de West Point. Membros da oposição, no entanto, acreditam que com isso o governo exorbita de suas funções e decidem sabotar a escola. Para dirigir o estabelecimento, eles colocam o cruel Major Sam Carter, que submete os cadetes a um treinamento extenuante. No fim, restam apenas dez aspirantes, entre eles o patriota Joe Dawson, e Howard Shelton, um egoísta rico à procura de prestígio. Ambos cortejam Carolyn Bainbridge, enquanto tentam, junto com os outros oito, convencer o major de que a academia merece continuar a existir.

## Premiações
| Patrocinador                                  | Prêmio | Categoria                          | Situação                    |
| --------------------------------------------- | ------ | ---------------------------------- | --------------------------- |
| Academia de Artes e Ciências Cinematográficas | Oscar  | Melhor Fotografia (preto e branco) | Indicado[carece de fontes?] |

## Elenco
| Ator/Atriz         | Personagem                     |
| ------------------ | ------------------------------ |
| George Montgomery  | Joe Dawson                     |
| Maureen O'Hara     | Carolyn Bainbridge             |
| John Sutton        | Howard Shelton                 |
| Laird Cregar       | Major Sam Carter               |
| John Shepperd      | Henry Clay                     |
| Victor Francen     | Florimond Massey               |
| Harry Davenport    | Bane                           |
| Ward Bond          | Sargento Scully                |
| Douglass Dumbrille | General William Henry Harrison |
| Ralph Byrd         | Maloney                        |
| Joe Brown Jr.      | Benny Havens                   |
| David Bacon        | Shippen                        |
| Esther Dale        | Senhorita Thompson             |
| Richard Derr       | Chester                        |
| Louis Jean Heyd    | Jared Danforth                 |